# Zarzecze (sielsowiet Bereza)
Zarzecze (biał. Зарэчча; ros. Заречье) – wieś na Białorusi, w obwodzie brzeskim, w rejonie bereskim, w sielsowiecie Bereza, przy drodze republikańskiej .
W dwudziestoleciu międzywojennym leżało w Polsce, w województwie poleskim, w powiecie prużańskim.